# Roy Andersson (piłkarz)
Roy Andersson (ur. 2 sierpnia 1949 w Kirsebergu) – szwedzki piłkarz występujący na pozycji obrońcy. Jest ojcem Patrika Anderssona oraz Daniela Anderssona.

## Kariera klubowa
Andersson przez całą zawodową karierę związany był z klubem Malmö FF. Grę dla tego zespołu rozpoczął 1968 roku. Spędził tam w sumie 15 lat. W tym czasie zdobył z klubem pięć mistrzostw Szwecji (1970, 1971, 1974, 1975, 1977), pięć Puchary Szwecji (1973, 1974, 1975, 1978, 1980), a także wywalczył sześć wicemistrzostw Szwecji (1968, 1969, 1976, 1978, 1980, 1983). W 1977 roku został wybrany Szwedzkim Piłkarzem Roku. W 1979 roku dotarł z klubem do finału Pucharu Mistrzów, jednak Malmö przegrało tam 0:1 z Nottingham Forest. W tym samym roku Andersson przegrał wraz z Malmö finał Pucharu Interkontynentalny z Olimpią Asunción. W 1983 roku zakończył karierę.

## Kariera reprezentacyjna
W reprezentacji Szwecji Andersson zadebiutował 13 października 1974 w wygranym 4:0 towarzyskim meczu z Czechosłowacją. W 1978 roku został powołany do kadry na Mistrzostwa Świata. Zagrał na nich w meczach z Brazylią (1:1), Austrią (0:1), a także z Hiszpanią (0:1). Z tamtego turnieju Szwedzi odpadli po fazie grupowej. W latach 1974–1978 w drużynie narodowej Andersson rozegrał w sumie 20 spotkań.